# Sesamia kosempoana
Sesamia kosempoana là một loài bướm đêm trong họ Noctuidae.